# 弗勒布靈厄蘭機場
弗勒布靈厄蘭機場（挪威語：Førde lufthamn, Bringeland）是一個位於挪威松恩-菲尤拉讷郡蓋于拉布灵厄兰索森的国内机场，位處弗勒鎮以南約16公里，由國營的民航管理局擁有和營運。機場有一條1019米的跑道，編號為07–25，大多數時間都是由威德羅航空營運前往卑爾根、弗盧勒、奥斯陆的航線。
1970年起，位於弗勒鎮工業區的弗勒厄于拉讷机场接替布靈厄蘭舊機場，成為服務鎮民的主要機場。舊機場關閉後，新機場在1986年開幕，起初跑道長859米，2010年延長至現今長度。直升機服務營辦商空運公司在1988年起將服務基地設在本機場（空運公司原本是隸屬市鎮的，但在1996年被國有化）。
本機場在2014年全年服務了8萬2356人次。

## 歷史

### 厄于拉讷
當局的首份計劃書是在弗盧勒鎮興建一個服務南峽灣區的機場。新機場在1956年動工興建，但其後被下令暫停。1964年，政府委員會重新建議在弗盧勒興建一個機場，但計劃在翌年出現變數。當年獲任命為交通及通訊部長的哈康·许林马克堅持只為小型社區興建短距起飛和著陸的機場，當局最終決定興建合乎規模的弗勒厄于拉讷机场，位處鎮中心外厄于拉讷工業區的中心地帶。1971年，厄于拉讷機場成為挪威西部區域航空網絡的一部分。
厄于拉讷明顯不是一個合適興建機場的地區，機場建成後情況更為顯而易見，尤其欠缺仪表着陆系统而令機場只能在日間運作。當局因此在1968年開始計劃興建第二個機場，取代厄于拉讷機場。首個方案為朗基蘭索森，但被民航管理局以當地的天氣惡劣為由而否決，及後又提出愛詩柏蘭思米蘭和松恩峡湾的亞偉拉兩個替代方案。
1972年，民航管理局總結指出弗勒附近可能沒有合適地方作機場，建議弗勒鎮民前往70公里外弗盧勒機場乘搭航班。

### 興建與營運
1974年，民航管理局提議在布靈厄蘭索森興建機場，有關計劃獲推展。1983年，交通及通訊部建議關閉厄于拉讷機場，轉場至位於布靈厄蘭的全新機場。工程在1985年上馬，1986年3月31日正式開幕，所有來往厄于拉讷的航班改為在新機場升降。威德羅航空亦開辦了定期航班，來往卑爾根或奧斯陸，並使用德哈維蘭加拿大DHC-6和德哈維蘭加拿大DHC-7客機。
1988年，成立了兩年的空運公司將公司基地由厄于拉讷機場移師至布靈厄蘭機場。
機場原先是以市政企业的方式由蓋於拉和弗勒共同擁有，由政府補貼機場的營運虧損。但這種經營方式出現權責不清的問題，更對兩個市鎮帶來財務風險。因此，包括弗勒布靈厄蘭機場在內的大部分區域機場都在1996年被國有化，改由挪威民航管理局經營。
维德勒航空在2000年失去弗盧勒機場的公共服務義務，不能再經營往來該機場的航班，因此公司將西挪威技術基地移至本機場，並興建了一個新飛機庫。
2006年前曾有一間咖啡廳進駐本機場，但最後結業。機場跑道原長859米，不過在2009年至2010年期間向西延長160米。2011年，機場安裝仪表着陆系统SCAT-I。翌年，威德羅航空重奪弗盧勒機場的合約，並將技術基地移回弗盧勒機場。

## 設備
國營的民航管理局是弗勒布靈厄蘭機場的擁有者和營運者，機場有一條1,019乘30米的瀝青跑道，編號為07–25。當局規定只有配有SCAT-I的客機才可以使用儀器飛行。本機場的客運樓設有小型會議中心。機場距離弗勒鎮中心17至20分鐘車程，飛達比勒開辦了來往鎮中心至機場的機場巴士。機場有停車場，亦有的士和租車服務。空運公司更在機場設有自己的飛機庫、直升机停机坪和行政大樓。

## 航線及目的地

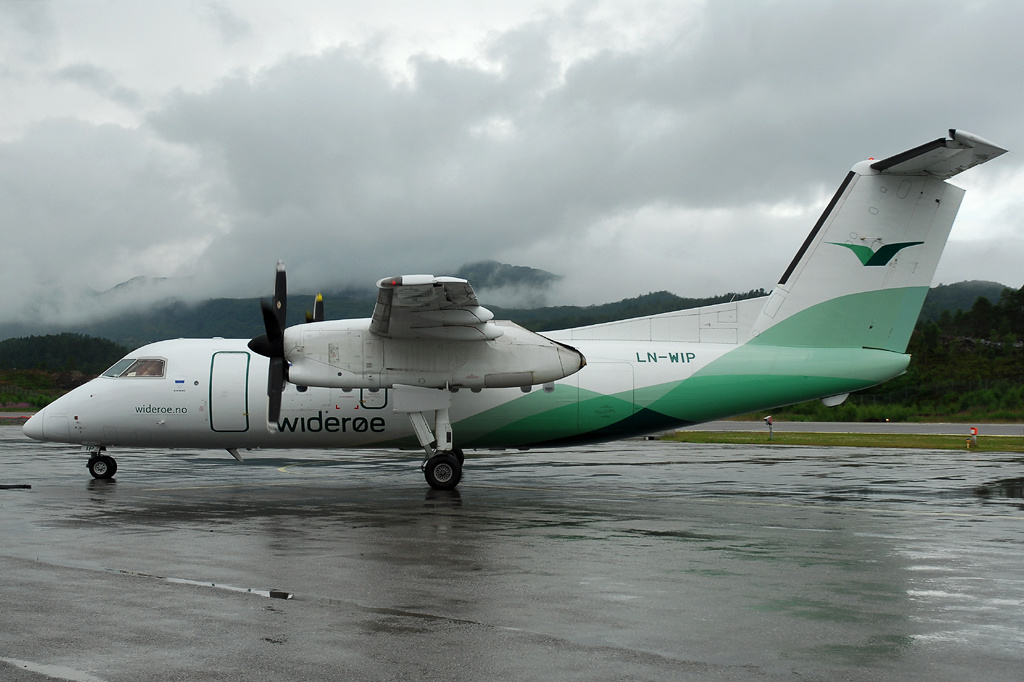
维德勒航空位於布靈厄蘭機場的龐巴迪Dash 8-100

威德羅航空是唯一一間為弗勒提供定期航班服務的公司，每日共7班航班，目的地包括奥斯陆加勒穆恩机场和卑爾根弗萊斯蘭機場，服務的客機為龐巴迪Dash 8-100，航線獲得交通及通訊部的公共服務義務計劃補貼。本機場服務南峽灣區的10個市鎮和松恩外區。根據2014年數據顯示，本機場在該年服務了8萬2356名乘客、8109架航班升降，以及運送了3噸貨物。由於有部分人士會直接駕車至卑爾根機場而非在本機場登機，因此弗勒機場亦出現少量旅客流失的情況。

直升機營運公司空運公司的基地設於布靈厄蘭機場，並設有航空俱樂部Fjordane Flyklubb。空運公司亦是蓋于拉內擁有最多員工的公司，2002年有150人。該公司提供空中救難等不同類型的服務。
| 航空公司   | 目的地                 |
| ---------- | ---------------------- |
| 威德羅航空 | 卑爾根、奧斯陸、桑纳讷 |

## 未來
民航管理局已經開始檢視松恩-菲尤拉讷郡內的機場設備，當局初期計劃關閉弗勒機場（或許也同時關閉安达桑纳讷機場），同時延長弗盧勒機場的跑道至2000米，容許航空公司以明顯較便宜的票價開辦來往弗盧勒和奧斯陸的喷气式民航客机航線，令政府毋須再補貼機場營運開支。交通及通訊部亦曾經提出關閉和重新裝修桑纳讷機場，分流來往弗勒和霍夫登厄什塔-沃爾達機場的客流。